# R (limbaj de programare)
R este un limbaj de programare și un mediu software gratuit pentru calcule statistice și grafică, susținute de Fundația R pentru Statistică. Limbajul R este utilizat pe scară largă în rândul statisticienilor și minerilor de date pentru dezvoltarea de software statistic și analiza datelor. Sondaje, sondaje de extragere a datelor și studii ale bazelor de date din literatura de specialitate arată creșteri substanțiale ale popularității; din noiembrie 2019, R se află pe locul 16 în indexul TIOBE, o măsură a popularității limbajelor de programare.
Un pachet GNU, codul sursă pentru mediul software R este scris în principal în C, Fortran și R însuși și este disponibil gratuit sub licența publică generală GNU. Versiunile binare pre-compilate sunt furnizate pentru diferite sisteme de operare. Deși R are o interfață de linie de comandă, există mai multe interfețe grafice de utilizator, precum RStudio, un mediu de dezvoltare integrat.

## Istorie
R a fost început de profesorii Ross Ihaka și Robert Gentleman ca limbaj de programare pentru a preda statistici introductive la Universitatea din Auckland. R a fost inspirat de limbajul de programare S, majoritatea programelor S putând rula nealterate în R. Limbajul a fost, de asemenea, inspirat de domeniul lexical al limbajului Scheme, permițând variabile locale.
Numele limbajului, R, provine din faptul că este atât un succesor al lui S, cât și prima literă comună a autorilor, Ross și Robert. În august 1993, Ihaka și Gentleman au postat un binar cu R pe StatLib - un site web de arhivă de date. În același timp, au anunțat postarea pe lista de corespondență s-news. Pe 5 decembrie 1997, R a devenit un proiect GNU când a fost lansată versiunea 0.60. Pe 29 februarie 2000, a fost lansată prima versiune oficială 1.0.

## Pachete
Articol principal: Pachetele limbajului de programare R
Pachetele limbajului R sunt colecții de funcții, documentație și date care extind R. De exemplu, pachetele adaugă funcții de raport, cum ar fi RMarkdown, knitr și Sweave. Instalarea și utilizarea ușoară a pachetului au contribuit la adoptarea limbajului în știința datelor.
Comprehensive R Archive Network (CRAN) a fost fondată în 1997 de Kurt Hornik și Fritz Leisch pentru a găzdui codul sursă al lui R, fișierele executabile, documentația și pachetele create de utilizator. Numele și domeniul său de aplicare imită Rețeaua de arhive TeX și Rețeaua de arhive Perl.[60] CRAN avea inițial trei oglinzi și 12 pachete contribuite. În februarie 2024, are 101 oglinzi și 20.413 de pachete contribuite. Pachetele sunt disponibile și în depozitele R-Forge, Omegahat și GitHub.
Task Views de pe site-ul web CRAN enumeră o gamă largă de sarcini (în domenii precum finanțe, genetică, calcul de înaltă performanță, învățare automată, imagistica medicală, meta-analiză, științe sociale și statistici spațiale) pentru care sunt disponibile pachete în R.
Proiectul Bioconductor oferă pachete pentru analiza datelor genomice, ADN-ul complementar, microarray și metode de secvențiere cu randament ridicat.
Pachetele adaugă capacitatea de a implementa diverse tehnici statistice, cum ar fi modelarea liniară, generalizată liniară și neliniară, teste statistice clasice, analiză spațială, analiză în timp și grupare.
Pachetul tidyverse este organizat pentru a avea o interfață comună. Fiecare funcție din pachet este concepută pentru a cupla toate celelalte funcții din pachet.
Instalarea unui pachet are loc o singură dată. Pentru a instala tidyverse:
> install.packages( "tidyverse" )
Pentru a instanția funcțiile, datele și documentația unui pachet, executați funcția library(). Pentru a instanția tidyverse:
> library (tidyverse)

## Legături externe
- Site oficial of the R project